# 楊芾
楊芾（？—？），字若米，江蘇省揚州府高郵州杨家巷人，清朝政治人物。

## 生平
光緒十四年（1888年）中举人，光绪十五年（1889年），参加己丑科殿試，登三甲2名進士。同年五月，著主事，分部学习。历官兵部主事、郎中、军机章京。
光绪三十三年（1907年），派赴日本长崎、神户、东京、大阪等地考察宪政、实业。著《扶桑十旬记》。次年回国，任山东莱州府知府。反对革命。民国十一年（1922年）卒。